# Pallacanestro Cantù 1951-1952
Questa voce raccoglie le informazioni riguardanti la Pallacanestro Cantù nelle competizioni ufficiali della stagione 1951-1952.

## Stagione
La stagione 1951-1952 della Pallacanestro Cantù, per la prima volta con una sponsorizzazione con il marchio Milenka, è la 4ª nel campionato italiano di Serie C di pallacanestro.

## Roster
- Carlo Lietti
- Lino Cappelletti
- Enrico Mauri
- Giacomo Mauri
- Benito Ronchetti
- Raul Ronchetti
- Corti
- Degli Esposti
- Pozzoli
- Quarti
- Rossi

Allenatore:  Achille Ruspi